# Radu Korne

Generalul Radu Korne în uniformă de roșior.

Mormântul lui Radu Korne de la Cimitirul Eternitatea din Iași. Generalul Korne se odihnește în același cavou cu generalul Mihail Cristodulo Cerchez.

Radu Korne, scris uneori Radu Cornea, (n. 23 decembrie 1895, București – d. 28 aprilie 1949, Închisoarea Văcărești) a fost un general român care a luptat în cele două războaie mondiale.

## Biografie
S-a născut în București, într-o veche familie boierească. Numele se pronunța "Cornea", dar generalul ținea mult la vechea scriere a cronicilor: Korné.
În 1913 se înscrie la Școala de Ofițeri de Cavalerie din Târgoviște pe care o absolvă la 15/28 iunie 1915, primind gradul de sublocotenent. În 1921, urmează cursurile Școlii Superioare de Război, pe care le absolvă în 1923. Se specializează în Franța, la Școala de Cavalerie de la Sammur (1925-1926). După întoarcerea în țară, este numit instructor de călărie și profesor de tactică a cavaleriei la Școala Specială de Cavalerie de la Sibiu.

## Primul Război
A participat la primul război mondial cu Regimentul 4 Roșiori "Regina Maria". În 1917 este promovat locotenent.
S-a distins în timpul celei de-a doua bătălii de la Oituz, în timpul atacului de pe 31 iulie/13 august 1917 asupra Dealului Tarapan, comandând o secție de mitraliere în zona cotei 703. Îngropat de explozia unui proiectil de 150 mm., a rămas în prima linie, fiind rănit opt zile mai târziu. 
A fost decorat cu Ordinul „Mihai Viteazul”, clasa III, pentru modul cum și-a condus secția de mitraliere Regimentul 4 Roșiori în Bătălia de la Oituz, din anul 1917.
„Pentru vitejia cu care a condus o secție de mitraliere în lupta de la 31 iulie 1917, pentru cucerirea cotei 703 de pe dealul Tarapan Oituz, când a dat pildî de mult sacrificiu și destoinicie. La 8 august a căzut rănit în linia I-a.”
Înalt Decret no. 1281 din 2 noiembrie 1917:p. 108
A participat și la campania din Ungaria, în calitate de comandant al Escadronului 2 și apoi al Grupului de Mitraliere.

## Grade militare
- 1915 - sublocotenent,
- 1917 - locotenent,
- 1919 - căpitan,
- 1927 - maior,
- 1934 - locotenent colonel,
- 1939 - colonel,
- 1943 - general de brigadă,

## Funcții deținute
- 1919 - Adjutant al Comandantului Brigăzii 2 Roșiori,
- 1926 - Instructor de călărie și profesor de tactica cavaleriei la Școala Specială de Cavalerie Sibiu,
- 1927 - Director de Studii la aceeași Școală,
- 1929 - 1931 - Diverse funcții la Inspectoratul General al Cavaleriei,
- 1934 - Comandant al Divizionului I/Regimentul 9 Călărași,
- 1936 a îndeplinit funcția de Șef de Stat Major al Diviziei 12,
- 1938 - 1939 - Șef de Stat Major al Inspectoratului General al Cavaleriei,
- 1939 - Comandant al Regimentului 8 Roșiori,
- 1940 - Comandantul Regimentului 6 Roșiori Purtat din Brigada 5 Cavalerie,
- 1941 - Șef de Stat Major al Corpului de Cavalerie,
- ianuarie - martie 1944 - Comandant temporar al Diviziei de Gardă,
- aprilie 1944 - Comandant al Diviziei 1 Blindate "România Mare",
- 20 septembrie 1944 - La dispoziția Ministerului de Război.

## Participarea la Al Doilea Război Mondial
Începutul războiului l-a găsit la comanda Regimentului 6 Roșiori Purtat din Brigada 5 Cavalerie, care acționa în Nordul Moldovei.
Spre deosebire de marea majoritate a trupelor române care au intrat efectiv în luptă pe 3 iulie 1941, Regimentul 6 Roșiori a început războiul chiar de pe 22 iunie, când Escadronul 3 a cucerit cazematele de pe Dealulul Bobeica. Colonelul Korne s-a făcut repede remarcat prin calitățile sale. Pe 29 iulie 1941 a fost constituit Detașamentul Col. Radu Korne din Regimentul 6 Roșiori care avea în compunere 3 escadroane mecanizate și o secție de artilerie de munte. La începutul lunii august 1941 a fost atins Bugul, urmând înaintarea spre Nipru.
La 25 septembrie 1941, a înfruntat puternica ofensivă a armatelor 9 și 18 sovietice. Brigada 5 Cavalerie a fost atacată de forțe mult superioare în zona Akimovka, Regimentul 6 Roșiori reușind să se mențină pe poziții. Colonelul Korne a fost decorat cu Ordinul „Mihai Viteazul” clasa II-a „pentru energia și bravura excepțională cu care a condus Regimentul său în cursul luptelor dela Akimowka, reușind ca în ziua de 26 Septemvrie 1941 să răstoarne atacul inamic, svârlind forțele sovietice spre Nord Est, dincolo de vechea poziție a Brigadei. În zilele următoare, rezistă cu bărbăție la toate atacurile inamice rămânând neclintit pe poziție”.
Deoarece generalul von Manstein avea nevoie de trupe care să se deplaseze rapid după pătrunderea în Peninsula Crimeea, a fost organizat Detașamentul Mecanizat Colonel Korne format din: Regimentele 6 și 10 Roșiori Purtați, un batalion anti-tanc, Divizionul 54 Artilerie Grea Moto și o companie de motocicliști.
Pe 5 mai 1942, Detașamentul Korne a primit ordinul să se deplaseze la Feodosia unde urma să intre în subordinea Brigăzii Groddek.
Acțiunea Brigăzii Groddek, și implicit a Detașamentului Korne, care reprezenta majoritatea trupelor sale, a fost hotărâtoare, după cum recunoștea și generalul von Manstein.
Datorită situației periculoase create la Divizia 3 Munte în urma eșecului ofensivei acesteia, pe 26 septembrie 1942, colonelul Korne a fost numit temporar la conducerea acesteia.
Pe 23 noiembrie 1942, colonelul Korne retrăgându-și oamenii spre Korobkin și apoi spre Kotelnikovo, a stabilit o nouă linie de apărare în zona Dorganof și Sarnutovski, pe care a ținut-o până la 4 decembrie, când divizia s-a repliat spre Pimen Cerni. A luat parte la "Operațiunea Wintergewitter" - încercarea de despresurare a Armatei 6 germane; încercarea a eșuat, iar de pe 26 decembrie 1942 a început retragerea generală, cavaleriștii români fiind în continuu hărțuiți de tancurile sovietice. Pe 7 ianuarie 1943 a trecut Donul și și-a continuat drumul spre țară, unde a ajuns pe 4 aprilie 1943.
Pentru modul în care a comandat Divizia 8 Cavalerie în momentele grele din noiembrie-decembrie 1942 și pentru acțiunile din primăvara și vara aceluiași an, Radu Korne a fost decorat cu Crucea de Cavaler a Crucii de Fier și a fost promovat la gradul de general de brigadă.
Din aprilie 1944 a fost numit la comanda celei mai puternice unități românești: Divizia 1 Blindată "România Mare".
După declanșarea ofensivei sovietice pe 20 august 1944, Divizia 1 Blindată a intrat în luptă la sud de Bahlui. 
A condus Divizia 1 Blindate „România Mare” în ultima și cea mai mare bătălie de blindate de pe teritoriul României (Scobâlțeni, 20 august 1944). Pe 23 august a constituit o poziție defensivă la nord de Roman, între Siret și Moldova, unde l-a găsit armistițiul cu Aliații.
După începerea ofensivei contra trupelor germane și ungare în Transilvania, generalul Korne a cerut să i se dea o comandă pe front, dar a fost refuzat. A fost pus la dispoziția Ministerului de Război pe 20 septembrie, iar pe 21 octombrie 1944 a fost arestat la cererea Comisiei sovietice pentru aplicarea armistițiului și închis la Comandamentul Militar al Capitalei. 
În legătură cu arestarea sa a declarat: „Am fost arestat, într-o seară, ca un borfaș de rînd..."
Arestarea fusese decisă prin ordinul Ministrului de Război, generalul Mihail Racoviță, care-i știa bine faptele de arme, dar un alt coleg, generalul Constantin Sănătescu, Șeful al Marelui Stat Major, a intervenit pe lângă generalul Vinogradov pentru eliberarea sa, alături de cei aruncați pe nedrept în închisoare. Eliberat pe 6 februarie 1945, a fost pus sub stare de arest la domiciliu.
Între 1945-1946 a fost cercetat de Tribunalul Poporului, dar a fost găsit nevinovat. A fost arestat însă pe 24 martie 1948 pentru "uneltire contra siguranței statului", fiind închis la Jilava. Pe 18 aprilie 1949 starea sănătății sale s-a agravat și a fost dus la Spitalul Central nr. 1 Văcărești, unde a decedat, cu diagnosticul de neoplasm pulmonar, pe 28 aprilie, la ora 13.00.
Justiția comunistă nu era însă mulțumită. Post-mortem s-a încercat confiscarea averii sale, pe care însă nu o avea. 
A fost înmormântat în Cimitirul Eternitatea din Iași.

## Decorații
- Ordinul „Mihai Viteazul”, clasa III, 2 noiembrie 1917[2]:p. 108 (locotenent în Regimentul 4 roșiori „Regina Maria")
- Ordinul „Steaua României” în gradul de ofițer (8 iunie 1940)[4]
- Ordinul „Mihai Viteazul”, clasa II, 12 februarie 1942 [5] (colonel, comandantul Regimentului 6 roșiori purtat)
- Crucea de Cavaler a Crucii de Fier - 18 decembrie 1942

## Legături externe
- General de brigadă Radu Korne
- Korne: in valtoarea capitalelor, 14 ianuarie 2005, Mihai Sorin Radulescu, Ziarul de Duminică